# 格雷戈爾·孟德爾
格雷戈尔·约翰·孟德尔（德語：Gregor Johann Mendel，1822年7月20日—1884年1月6日）是奥地利生物学家、气象学家、数学家、奥斯定会修士，身后被誉为“现代遗传学之父”。
孟德尔出生于奥地利帝国西里西亚（今属捷克）的德语农民家庭，21岁进入摩拉维亚布尔诺的圣托马斯修道院，最终成为院长。
1856至1863年间，孟德尔开展了一系列豌豆实验，确立多项遗传规律，即今所称孟德尔遗传定律。孟德尔选取豌豆的七对性状进行研究：种子形状、花色、子叶颜色、豆荚形状、未成熟豆荚颜色、花着生位置、植株长度。以种子颜色为例，实验显示当纯种黄色豌豆与纯种绿色豌豆杂交时，其子代始终结黄色种子。然而在下一代中，绿色豌豆以1绿3黄的比例重现。为解释这一现象，孟德尔创造术语“隐性”与“显性”以描述性状特征（前例中，子一代看似消失的绿色性状为隐性，黄色则为显性）。他于1866年发表研究成果，论证了某种看不见的因素（现称基因）可预测并确定生物体的性状。
此后三十余年，孟德尔的工作鲜为人知。1900年，胡戈·德弗里斯、卡尔·科伦斯、埃里克·冯·切尔马克分别独立验证了孟德尔的实验结果，孟德尔的发现深远意义方获认可，由此开启了现代遗传学的新时代。

## 早年生活与教育
孟德尔出生于奥地利帝国西里西亚的海因岑多夫（今捷克亨奇采）的一个德语家庭。父亲安东（Anton）与母亲罗西娜（Rosine）（原姓斯维特里切[Schwirtlich]）育有三名子女，孟德尔为次子，上有姐姐薇罗妮卡（Veronika），下有妹妹特蕾西亚（Theresia）。全家在孟德尔家族经营逾130年的农场生活劳作（其出生地现为孟德尔纪念馆）。童年时期，孟德尔从事园艺并学习养蜂。青年时代进入特罗保（今奥帕瓦）的文理中学就读，期间因病休学四个月。1840至1843年，他在奥洛穆茨大学（现帕拉茨基大学）哲学学校修读实践和理论哲学以及物理学，后再度因病休学一年。因经济拮据，妹妹特蕾西亚将自己的嫁妆赠予他完成学业。孟德尔后来资助妹妹的三个儿子，其中两人成为医生。
孟德尔选择修士生涯，部分原因在于修道生活能让他免费接受教育。作为经济困窘的农家子弟，用他自己的话说，修道院生活使其免于“对谋生手段的持续焦虑”。本名约翰·孟德尔的他，在加入圣奥古斯丁修道会后获授教名“格雷戈尔”（Gregor，捷克语称）。

## 学术生涯

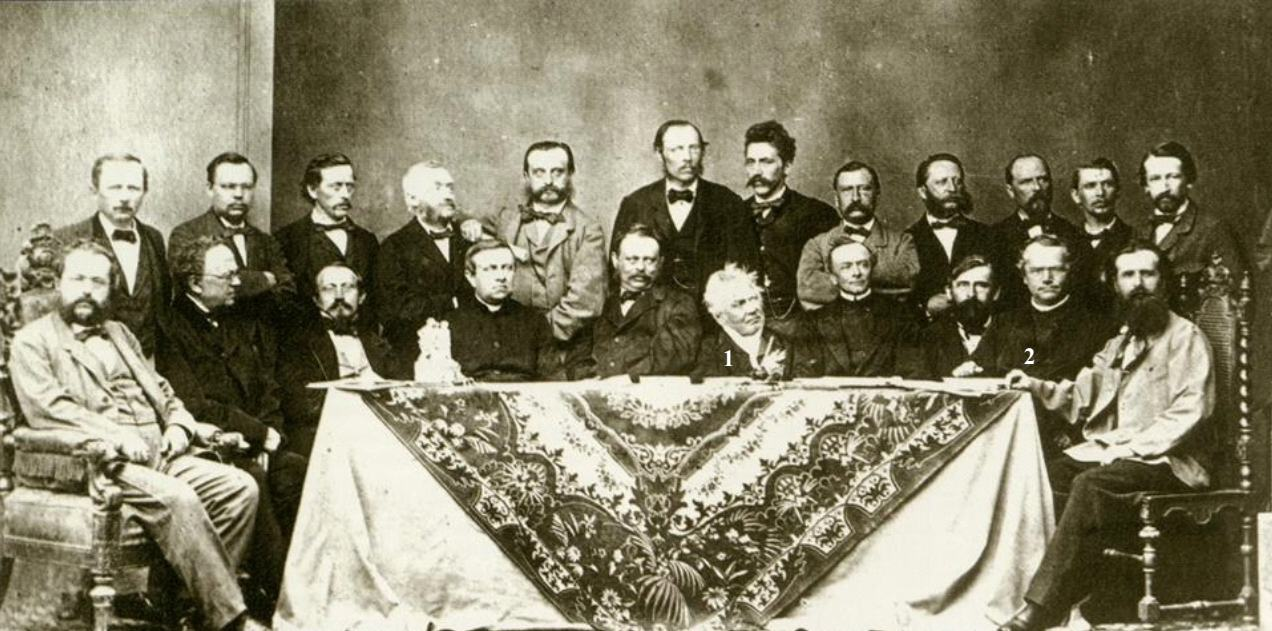
1864年布尔诺实科中学教职员合影，孟德尔右起第二位并标有数字“2”

孟德尔进入哲学学校时，自然历史与农学系由约翰·卡尔·内斯特勒领导，其研究聚焦动植物（尤其是绵羊）的遗传特征。经物理教师弗里德里希·弗朗茨推荐，孟德尔进入位于布尔诺的奥斯定会圣托马斯修道院，开始天主教神职的学习。期间担任中学代课教师，1850年参加中学教师资格认证考试，在最后的口试环节失利。1851年，在院长西里尔·纳普资助下，他前往维也纳大学深造以接受系统教育。在维也纳期间，他师从物理学家克里斯蒂安·多普勒。1853年孟德尔返回修道院任教，主要讲授物理。1854年结识亚历山大·扎瓦茨基，后者鼓励他在布尔诺开展研究。1856年再次参加教师资格考试，仍于口试环节失败。1867年接替纳普成为修道院院长。
1868年升任院长后，繁重的行政职责——特别是与政府就宗教机构特殊征税问题的争议——使其科研工作基本终止。1884年1月6日，孟德尔因慢性肾炎在布尔诺逝世，享年61岁，捷克作曲家莱奥什·雅纳切克在其葬礼上演奏管风琴。继任院长为终结税务纠纷，焚毁了孟德尔收藏的全部文件。2021年遗体发掘显示其身高168厘米，基因组分析揭示存在心脏病易感倾向。

## 贡献

### 植物杂交实验

显性与隐性表型图示（①亲代 ②子一代 ③子二代）

被誉为“现代遗传学之父”的孟德尔选择在其修道院占地2公頃（4.9英畝）的实验园中研究植物变异。亚历山大·扎瓦兹基协助了孟德尔的实验设计。
在初步豌豆实验后，孟德尔选定研究七组似乎独立遗传的性状：种子形状、花色、子叶颜色、豆荚形状、未成熟豆荚颜色、花着生位置、植株长度。他首先聚焦于圆形和皱形两种种子形状。1856至1863年间，孟德尔培育测试约28,000株植物，其中大部分为豌豆（Pisum sativum）。研究表明，当纯种不同品系杂交时（如高茎植株与矮茎植株授粉），在子二代中四分之一植株表现纯合隐性性状，四分之二为杂合体，四分之一为纯合显性。这些实验使他总结出分离定律和自由组合定律两大遗传规律，后统称为孟德尔遗传定律。

#### 孟德尔研究的初期反响
1865年2月8日和3月8日，孟德尔在摩拉维亚布尔诺自然历史学会的两次会议上，宣读了题为《植物杂交实验》（Versuche über Pflanzenhybriden）的论文。该研究虽获当地报纸好评，却未引起科学界重视。1866年论文发表于《布尔诺自然研究学会会刊》时，学界仅视其为杂交研究而非遗传学论述，此后35年间仅被引用三次。值得注意的是，达尔文未曾知晓该论文，学界推测若其得见，现代遗传学或可更早确立。

#### 孟德尔定律的重新发现
约四十位科学家聆听了孟德尔两次开创性讲座，但均未能理解其工作的意义。此后他与当时顶尖植物学家卡尔·内格里通信，然内格里亦未重视其发现。孟德尔偶有疑虑，但始终坚信：“我的时代终将来临”——据传他曾对友人古斯塔夫·冯·尼斯尔（Gustav von Niessl）如此坦言。
孟德尔在世时，多数生物学家秉持“融合遗传”观念，认为亲本性状通过平均混合传递给子代。达尔文曾提出“泛生论”试图解释遗传未果。直至20世纪初，孟德尔思想的重要性方获认知。
1900年，三位植物学家独立地重新发现了孟德尔定律。胡戈·德弗里斯在1890年代开展多种植物杂交实验，并于1897年发表论文提出：每个遗传性状由两个独立信息单元控制（分别来自双亲），这些单元完整传递给后代。1900年，正当他准备发表后续研究成果时，一位友人认为孟德尔1866年的论文可能与其研究相关，遂向他展示了该文副本。德弗里斯仍按计划发表论文，却未提及孟德尔的优先权。同年，另一位植物学家卡尔·科伦斯在玉米与豌豆杂交实验后，为发表成果查阅文献时发现了孟德尔的论文——其结论与自身研究高度相似。科伦斯指责德弗里斯挪用孟德尔论文术语却未标注来源或承认其优先权。与此同时，埃里克·冯·切尔马克也在进行豌豆育种实验并得出类似孟德尔的结果，他同样在文献检索中发现了孟德尔的论文。德弗里斯在后续论文中转而赞扬孟德尔，并承认自己只是拓展了其早期工作。
孟德尔的成果很快得到复现，基因连锁现象也很快得到了阐明。生物学家纷纷接纳该理论，因其虽未解释众多现象，却为遗传提供基因型层面的理解，弥补了以往侧重表现型研究的不足。当时最具影响力的反对声音来自卡尔·皮尔逊与拉斐尔·韦尔登的生物统计学派，该学派强调表型变异的统计分析。最强烈的支持来自威廉·贝特森，他早期大力推广孟德尔理论（“遗传学”一词及诸多术语多出自其手）。二十世纪前二十年，生物统计学派与孟德尔学派展开激烈论战：前者称自己数理严谨，后者主张其对生物学有更好的理解。现代遗传学证实孟德尔遗传确属生物学过程，尽管其实验中某些基因机制尚未完全阐明。

### 其他实验

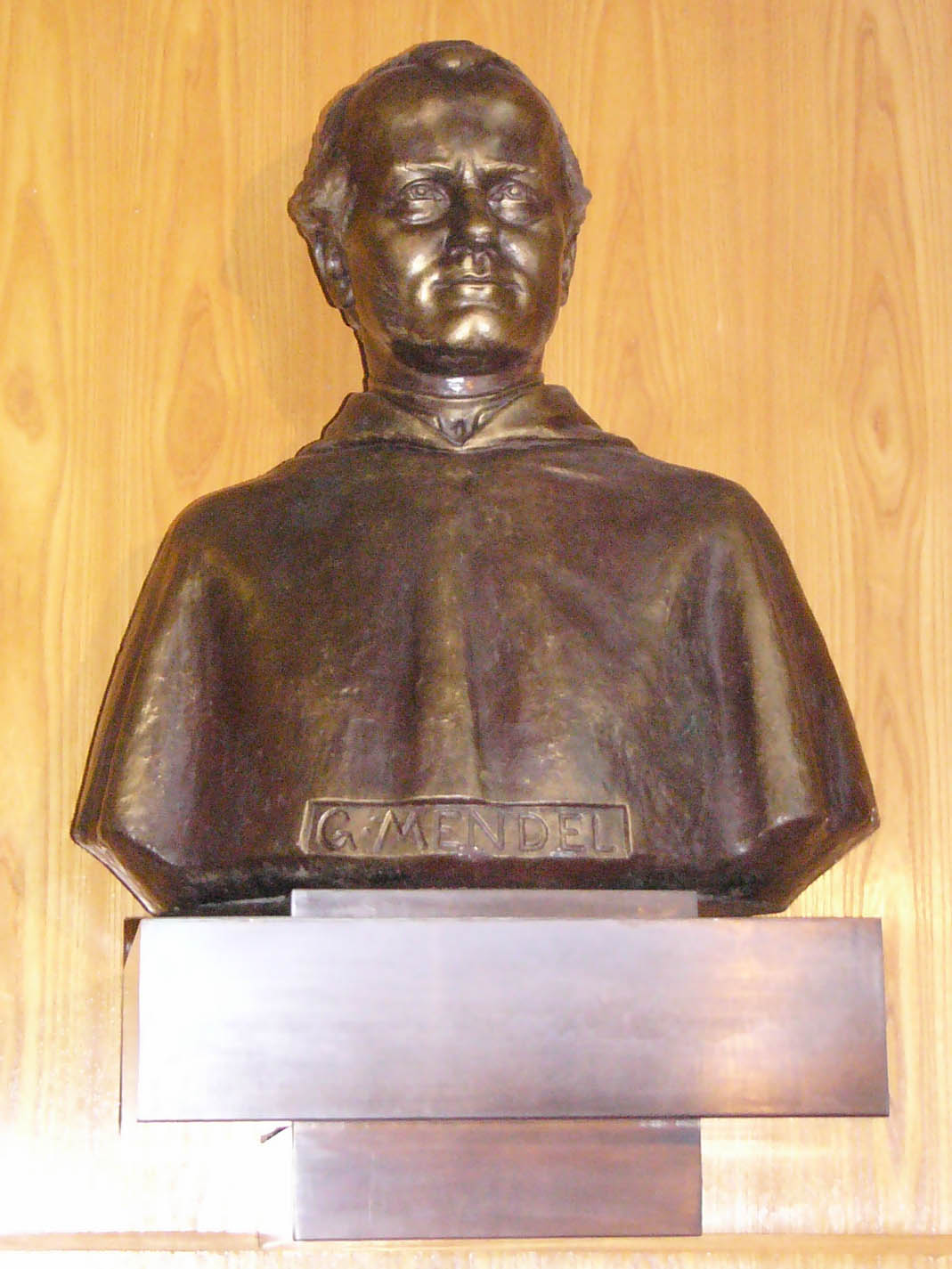
孟德尔半身銅像

孟德尔亦以山柳菊属（Hieracium）进行实验，并发表相关报告。该属植物因多样性备受当时科学家关注。然其实验结果与豌豆迥异：子一代变异显著，多数后代与母本相同。在与内格里的通信中，他讨论了该结果但未能解释。直至十九世纪末，学界才认识到多数山柳菊属植物通过无融合生殖产生种子。
据载孟德尔曾在修道院饲养动物，使用定制蜂箱养殖蜜蜂。除摩拉维亚养蜂协会报告中的零星记载外，其养蜂研究成果未存世。已知他饲养的塞浦路斯蜂和卡尼鄂拉蜂攻击性强，引发其他修士和访客不满，终被要求清除。孟德尔却视蜜蜂为“最亲爱的小动物”。
孟德尔去世后，同僚回忆其曾培育不同体型小鼠进行杂交，但未存实验记录。流传甚广的传言称纳普院长认为独身修士观察啮齿动物交配有失体统，孟德尔才转向植物研究。2022年传记中，丹尼尔·费尔班克斯（Daniel Fairbanks）指出此说存疑，因纳普本人负责修道院农场的绵羊育种。
孟德尔还研究天文与气象，于1865年创立奥地利气象学会。其发表论著多属气象领域。
他描述过多个新植物物种，这些物种学名的植物命名人缩写为“Mendel”。